# Guerras siamesas-vietnamitas
Las guerras siamesas-vietnamitas fueron una serie de conflictos armados entre el Reino de Ayutthaya y el Reino de Rattanakosin siameses y las diversas dinastías de Vietnam principalmente durante los siglos XVIII y XIX. Varias de las guerras tuvieron lugar en la actual Camboya.
El declive político, dinástico y militar del Imperio jemer tras el siglo XV, conocido como Periodo Post-Angkor, dejó un vacío de poder en las llanuras aluviales del Mekong, en el centro de Indochina. Unidos bajo un fuerte gobierno dinástico, tanto Siam, al oeste, como Vietnam, al este, intentaron alcanzar la hegemonía en la región de las tierras bajas y las montañas de Laos. Los siameses introdujeron -y Vietnam no tardó en seguirlos- el sistema de rehenes para la realeza camboyana, que fue trasladada a sus cortes, socavando activamente los asuntos reales y configurando la futura política camboyana. Finalmente, ambas potencias se anexionaron territorios y concibieron, mantuvieron y apoyaron a sus favorables reyes títeres camboyanos. Los combates reales tuvieron lugar principalmente en territorio camboyano o en tierras ocupadas. El establecimiento en el siglo XIX de la Indochina francesa puso fin a la soberanía vietnamita y a las políticas siamesas de expansión regional. Los enfrentamientos posteriores entre los dos países no se debieron a la rivalidad regional, sino a las políticas imperiales de las grandes potencias extranjeras del siglo XX y a la Guerra Fría.

## Preludio
Las raíces del conflicto se remontan a principios del siglo XIV, cuando el pueblo tai se dedicó a expandir sus estados y entró en conflicto con el estado vietnamita establecido en el este. En los últimos siglos, a medida que los vietnamitas se expandían hacia el sur, hasta el bajo Mekong, entraron en conflicto con Camboya y el Estado siamés.

## Lista de guerras siamesas-vietnamitas
| N.º | Nombre                                                                        | Resultado                  | Notas |
| --- | ----------------------------------------------------------------------------- | -------------------------- | --- |
| 1   | Guerra siamesa-vietnamita (1313)                                              | Victoria vietnamita        | El reino de Sukhothai atacó el reino de Champa, un estado vasallo del reino de Đại Việt desde las montañas, pero fue rechazado. |
| 2   | Guerra siamesa–vietnamita (1717)                                              | Victoria siamesa           | Dos grandes fuerzas siamesas invaden Camboya para ayudar a Prea Srey Thomea a recuperar el trono. Un ejército siamés es duramente derrotado por los camboyanos y sus aliados vietnamitas en la batalla de Bantea Meas. El segundo ejército siamés captura la capital camboyana de Udong, donde el rey camboyano, apoyado por Vietnam, cambia su lealtad a Siam. Vietnam pierde la soberanía de Camboya, pero se anexiona varias provincias fronterizas.. |
| 3   | Guerra siamesa-vietnamita (1771–1773)                                         | Victoria siamesa           | En 1769, el rey Taksin de Siam invadió y ocupó parte de Camboya. Al año siguiente estalló en Camboya una guerra por poderes entre Vietnam y Siam, cuando los señores de Nguyễn respondieron atacando ciudades siamesas. Al comienzo de la guerra, Taksin avanzó por Camboya y colocó a Ang Non II en el trono camboyano. Los vietnamitas respondieron reconquistando la capital camboyana e instalando a Outey II como su monarca preferido. En 1773, los vietnamitas firmaron la paz con los siameses para hacer frente a la rebelión de Tây Sơn, consecuencia de la guerra con Siam. Dos años más tarde, Ang Non II fue proclamado soberano de Camboya. |
| 4   | Siamese–Vietnamese War (1785)                                                 | Victoria vietnamita        | Primera invasión siamesa del sur de Vietnam Victoria decisiva de la fuerza Tây Sơn |
| 5   | Cambodian rebellion (1811–12)                                                 | Victoria vietnamita        | Las fuerzas vietnamitas restauran a Ang Chan en el trono camboyano |
| 6   | Intervención vietnamita en la rebelión de Laos (1826-1828)                    | Victoria siamesa           | Los vietnamitas apoyaron a Anouvong para sublevarse contra Siam pero fracasaron |
| 7   | Lê Văn Khôi revolt (1833–1835) y Guerra siamesa-vietnamita (1831–1834)        | Victoria vietnamita        | Segunda invasión siamesa del sur de Vietnam Siam apoya la revuelta. Victoria defensiva vietnamita, invasión de Camboya. |
| 8   | Rebelión de Camboya (1840)                                                    | Victoria siamesa           | Los siameses instalaron a Ang Duong en el trono camboyano |
| 8   | Guerra siamesa-vietnamita (1841-1845)                                         | Empate                     | Incursiones siamesas y vietnamitas en Camboya Camboya se convierte en vasalla tanto de Siam como de Vietnam. |
| 9   | Guerra Franco-siamesa (1893) (Vietnam como parte de Indochina francesa)       | Victoria franco-vietnamita | Invasión francesa de Laos Laos pasa a formar parte de la Indochina francesa |
| 10  | Guerra Franco-Tailandesa (1940–41)(Vietnam como parte de Indochina francesa]) | Indeciso                   | Invasión tailandesa de Indochina francesa Territorios en disputa cedidos a Tailandia por Japón |
| 11  | Intervención tailandesa a Vietnam                                             | Victoria norvietnamita     | Participación tailandesa como parte de los aliados Caída de Saigón |
| 12  | Incursiones fronterizas vietnamitas en Tailandia                              | Indeciso                   | Retirada de las tropas vietnamitas de la frontera en 1989 |